# Jaroslav Mlezák
Jaroslav Mlezák (6. března 1924 Bratislava – léto 2015) byl severočeský horolezec, bývalý reprezentant Československa a mistr sportu.
Začal lézt pod hlavičkou Klubu čs. Alpistů Hradec Králové, v roce 1950 vstoupil do horolezeckého oddílu v Ústí nad Labem.

## Výkony a ocenění
- prosinec 1953: první zimní přechod hlavního hřebene Vysokých Tater s Milošem Matrasem [2]
- 1960: mistr sportu[3]

### Výstupy
- pískovce, výstupy a prvovýstupy
- 24.3.1953: Malá Snehová veža, Vysoké Tatry, s Ladislavem Vodhánělem, první zimní výstup
- 24.3.1953: Velká Snehová veža, Vysoké Tatry, s Ladislavem Vodhánělem, prvovýstup
- Alpy
- 1959: S stěna, 5 B, Ullutau (4 207 m n. m.), Baksanské údolí, Kavkaz; Albrecht, Veselý, Matras, Gaisl, Mlezák, Snášel, Studnička, Krupička
- 1959: JV stěna a přechod k S vrcholu, 5 B, Ušba (4 710 m n. m.), Svanský úsek, Kavkaz; Snášel, Studnička, Mlezák, Krupička[4]
- J stěna, Ušba, Kavkaz; s Milošem Matrasem